# 独岛号两栖攻击舰
独岛号兩棲突擊艦（韩语：／）為大韓民國海軍第一艘全通甲板式两栖攻击舰，2005年7月12日下水，2007年7月3日服役，直通式甲板设计，可起降直升机，但没有裝置協助定翼機起飛的滑跳甲板。预计驻泊在济州岛南济州郡的和顺港机动舰队基地。

## 研发历程
2002年10月底由韩进重工业公司开始建造。2005年下水命名為「獨島」號，日本外務省對該艦名為（日本主張擁有主權的）獨島表示遺憾。
与日本海上自衛隊类似，以“大型多功能登陆舰”的形式研制轻型航母，为未来发展大中型航母作铺垫和过渡。
计划用途：
- 运输登陆作战部队和装备
- 对舰、对空和反潜作战的指挥
- 救灾、国际维和行动，紧急撤离在外国民

政治军事意义：
- 韩国总统卢武铉表示，“独岛”号兩棲攻擊艦表达了韩国自主国防意志，是韩国海军发展的转机。
- 以韓日關係中雙方有激烈争议的独岛作为韩国海上最大兵器的命名，凸显兩國争夺存议领土的军事和政治决心。

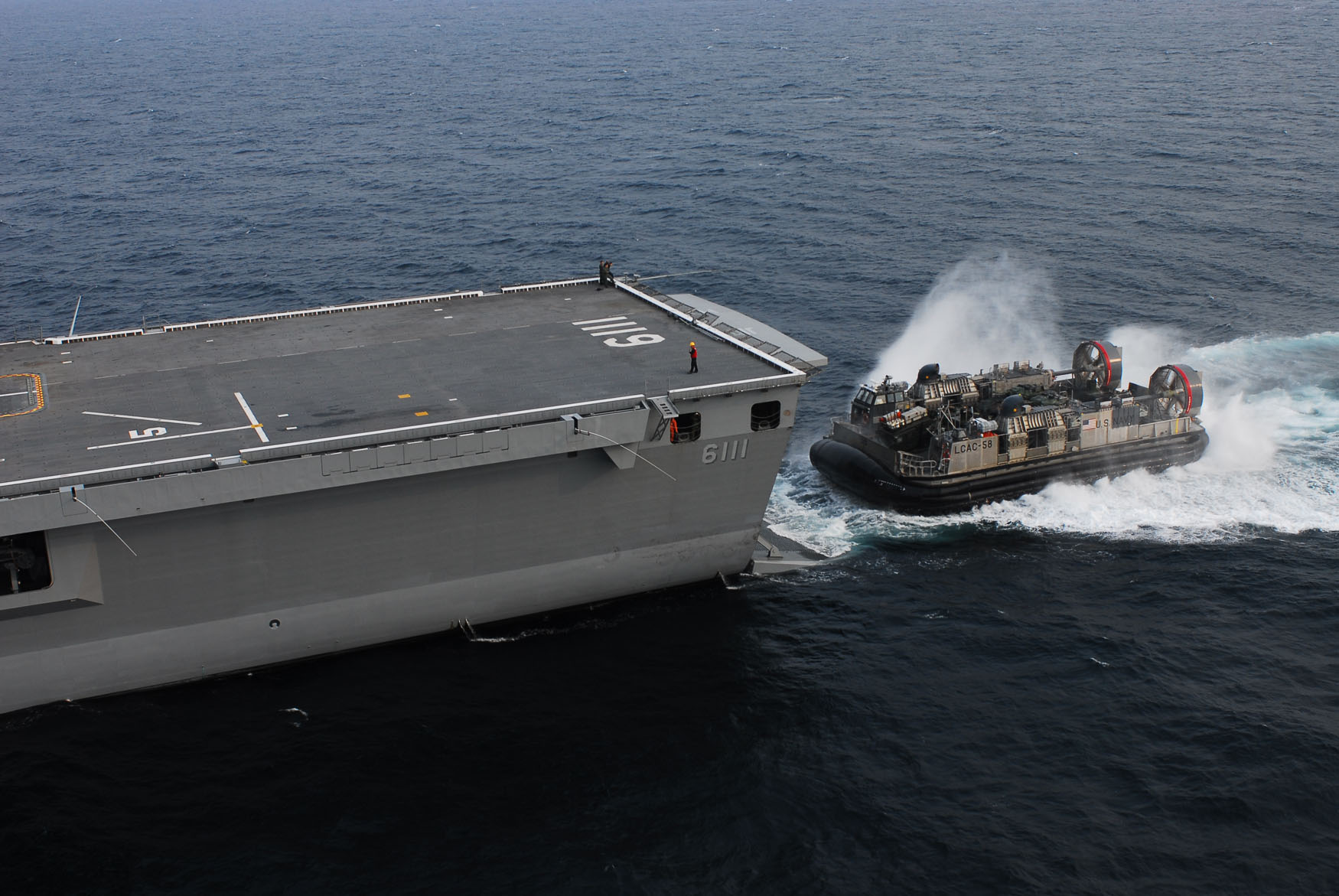
尾艙
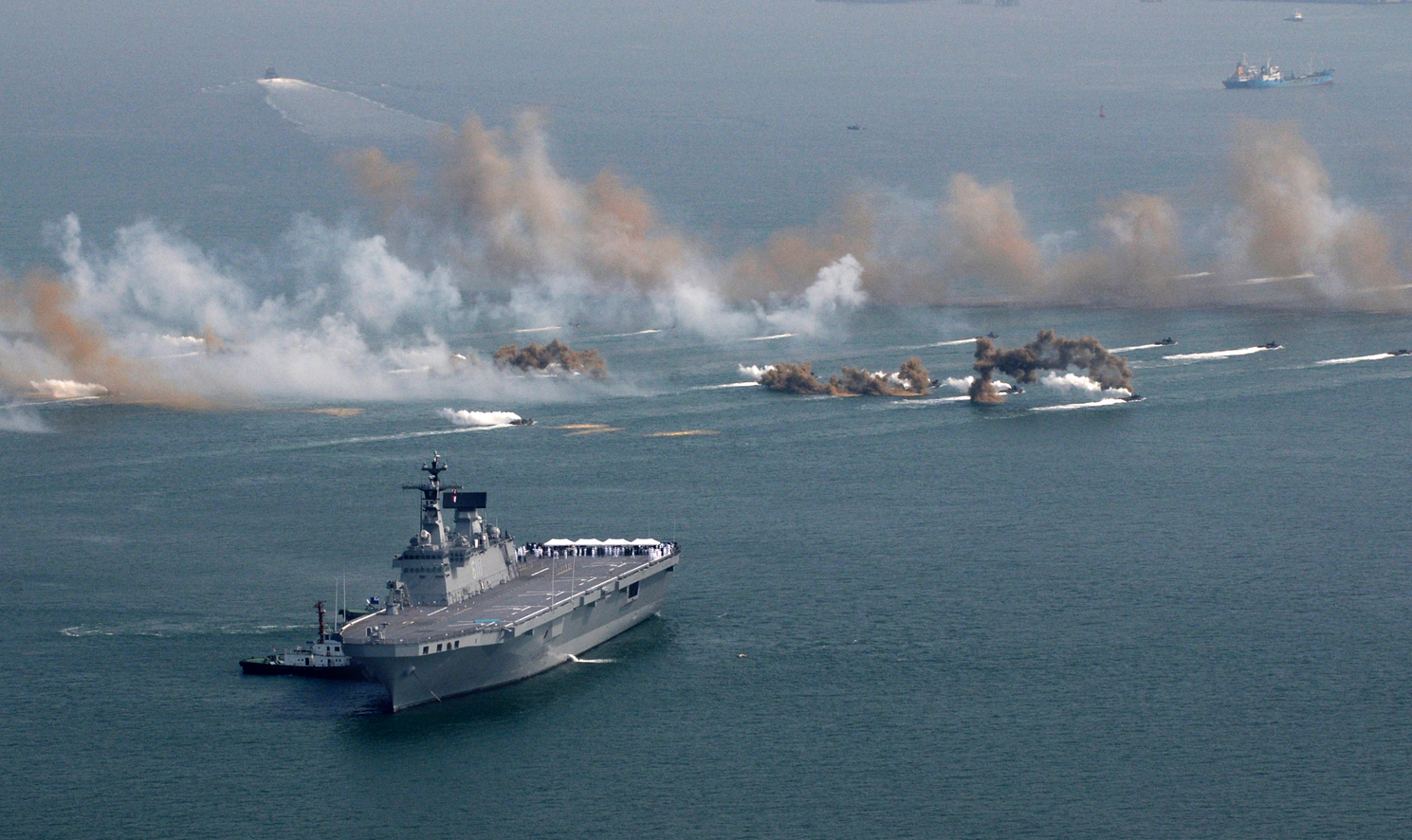
2008兩棲演習
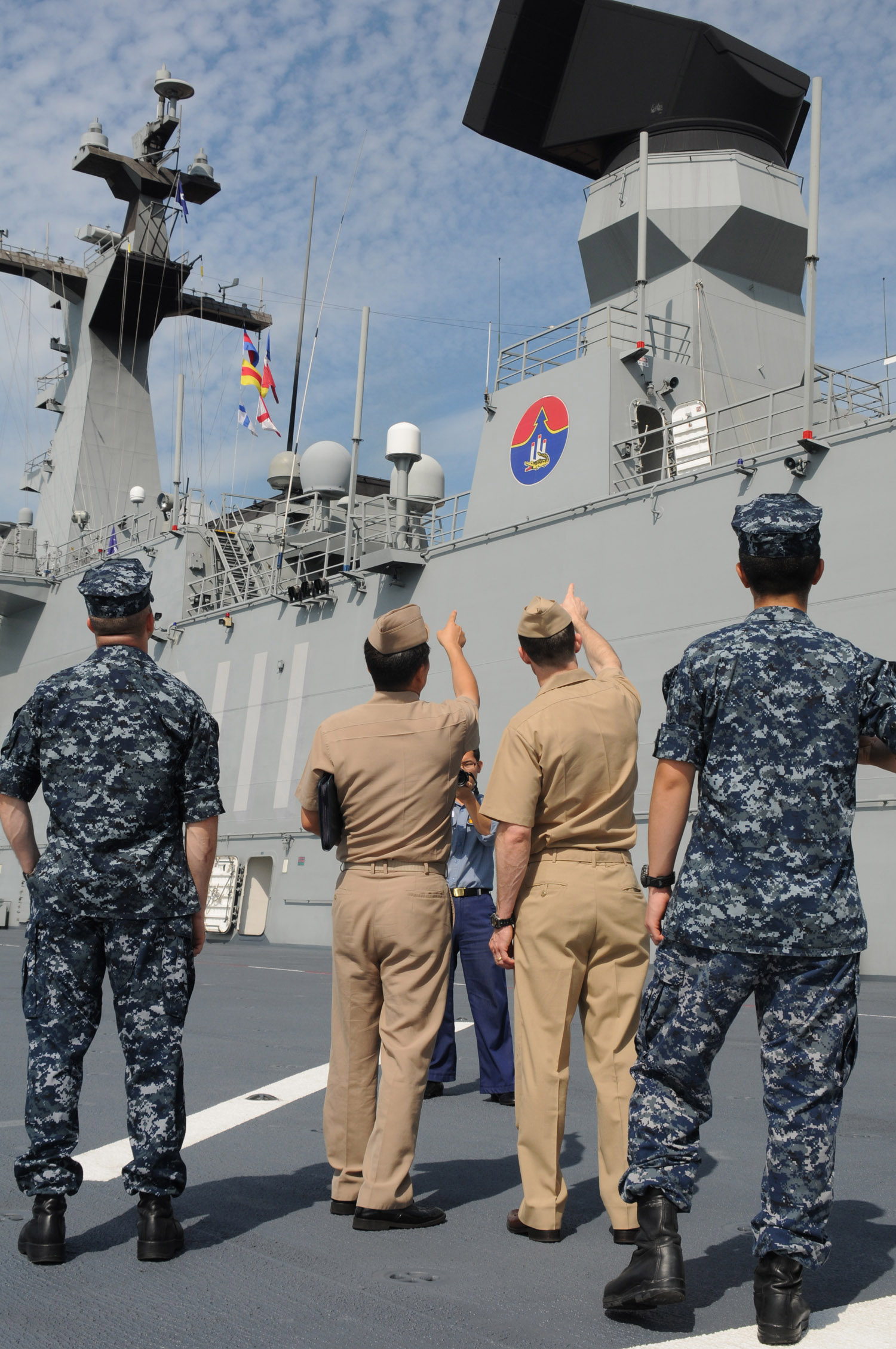
艦橋
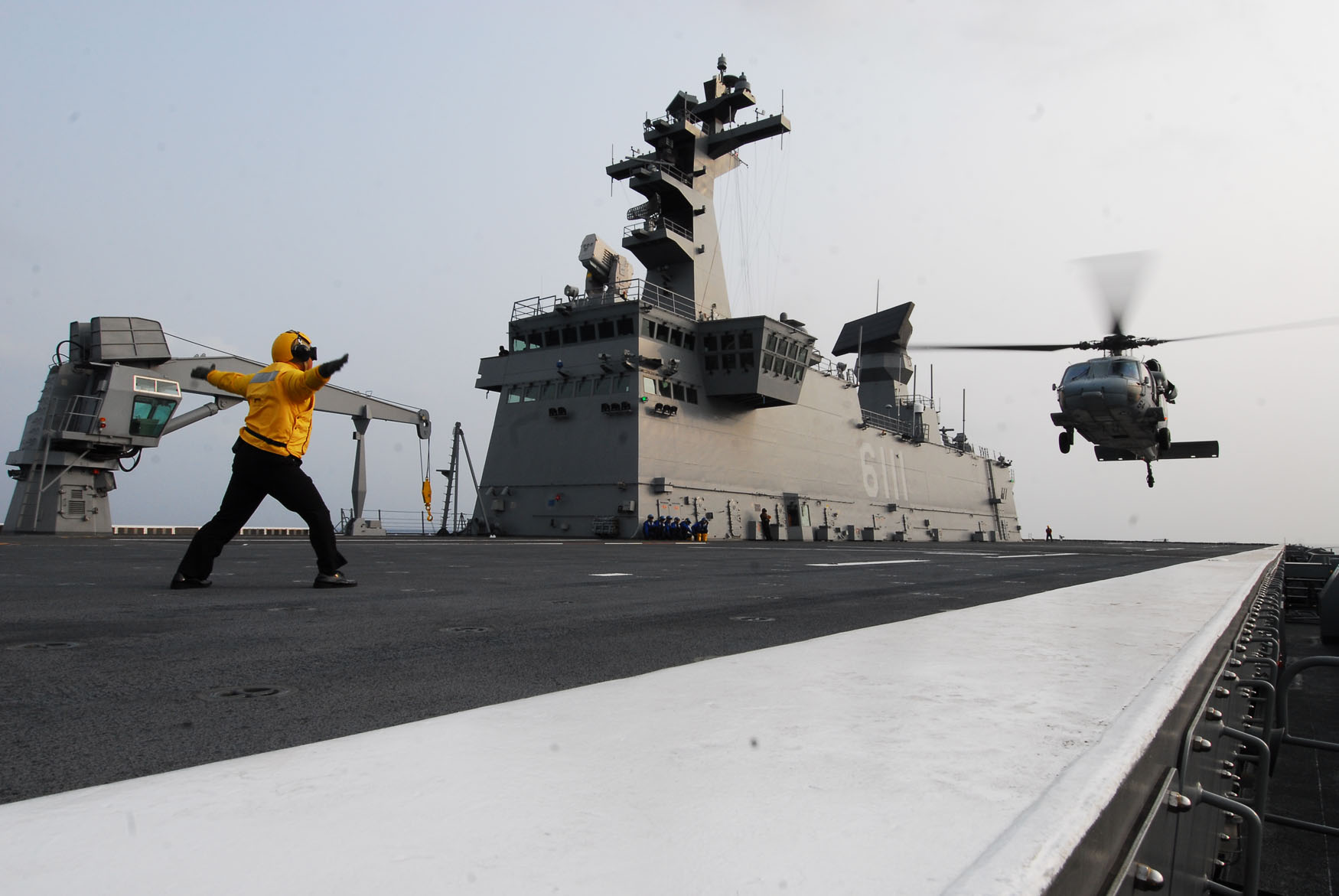
飛行甲板
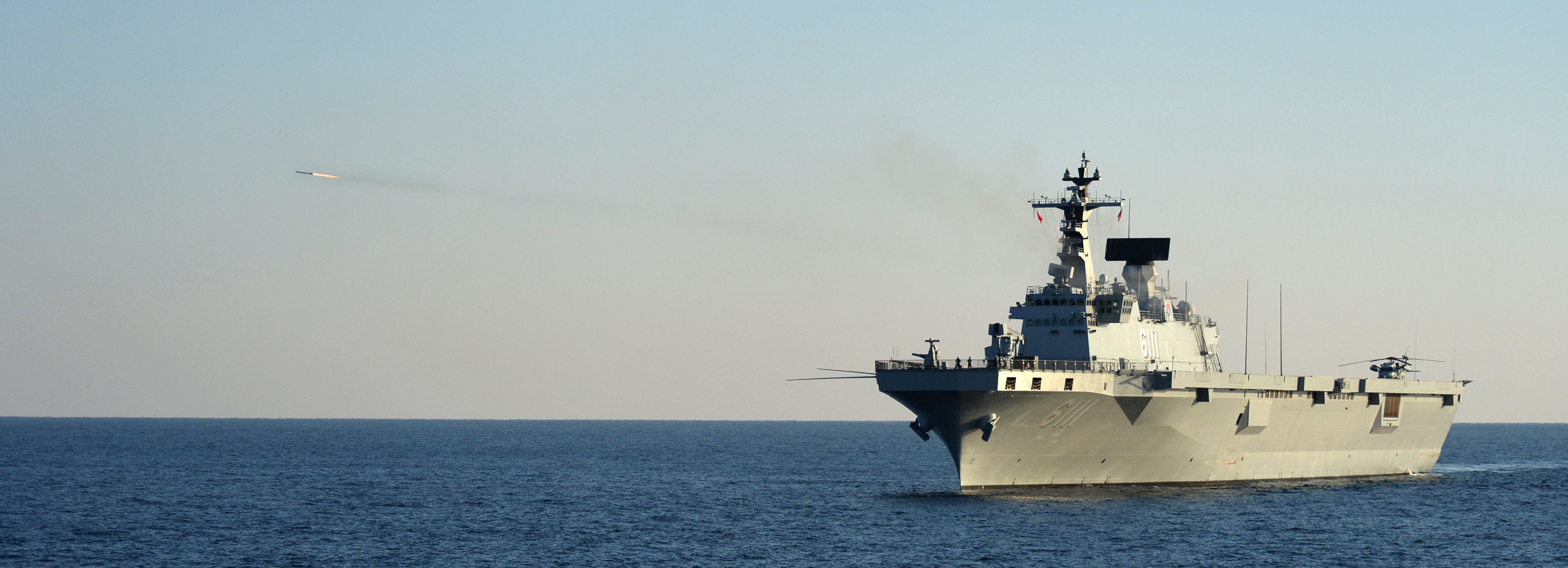
發射RAM飛彈

## 服役後相關問題

### 雷達缺陷
獨島號艦島上裝備3款雷達，然而因艦體設計不良，造成各型雷達間的掃描出現問題；在海試期間便出現雷達電磁波掃到艦體，產生大量假目標的現象。為此獨島號在海試期間至少對艦島進行4次細部設計修改，但到2007年7月移交給韓國海軍時仍無法解決此問題。
2008年韓國媒體的報導中，揭露獨島號的火控雷達旋轉狀態時會亂數出現1-3個假目標，對特定區域固定掃描時更高，會出現3-4個假接觸目標，經過修正後也只能降低為1-2個假目標。至於對空搜索雷達更嚴重，旋轉狀態時會亂數出現1-3個假目標，對特定區域固定掃描時會出現3-4個假接觸目標，目前並沒有實施有效的修正工程。

### 艦載機問題
獨島級定位是兩棲突擊艦，功能上是兩棲登陸與直昇機操作兼具的艦種。但是獨島級服役至2011年時仍未配發艦載機，現有的直升機訓練仍是借調韓國陸軍的UH-60，但是陸軍的黑鷹式並未進行抗鹽害處理，實際上不應該在海上操作。目前韓國海軍預定要到2018-2022年的韓國機動直升機（KUM）改造為艦上操作版，因此獨島級的戰力要到服役15年後才能完配。

### 發電機故障
2013年4月，獨島號因工作人員對水箱閥門操作失誤，導致發電室進水而出現故障。在拆掉2台被水淹的發電機繼續航行後，9月10日發電室再次發生火災， 剩餘兩台發電機中有一台被燒壞，而最後一台發電機也在滅火過程中遭到海水浸泡，而出現故障；這讓獨島號在海上失去動力。獨島號其後被拖回艦隊進行維修，預計最快至2014年4月才能修復，在此之前只能擔任供民眾在港邊參觀軍艦，不具備作戰能力。。

### 艦體規格
獨島級自開始建造以來，艦體設計為了使其能快速建造完成，採用了商規製的艦體，船體的防護力也都時常被官兵所詬病。

## 同級艦
| 舷號     | 艦名   | 下水          | 服役          | 狀態 | 備註 |
| -------- | ------ | ------------- | ------------- | ---- | ---- |
| LPH-6111 | 独岛   | 2005年7月12日 | 2007年7月3日  | 現役 |      |
| LPH-6112 | 馬羅島 | 2018年5月14日 | 2021年6月28日 | 現役 |      |

## 組成艦隊
韓國海軍快速反應艦隊：
- 独岛級两栖攻击舰 (旗艦)
- KDX-III 世宗大王級驅逐艦 (配備神盾戰鬥系統)
- KDX-II 忠武公李舜臣級驅逐艦
- KDX-I 廣開土大王級驅逐艦
- 214型潛艇

## 參看
- 乙支焦點透鏡
- 韓國軍事

### 搭載
- K21步兵戰車
- K2主戰坦克
- 黑鳶級氣墊登陸艇
- 奧古斯塔偉士蘭AW159野貓直升機（英语：AgustaWestland AW159 Wildcat）[3]